# アントニオ・デマルコ
アントニオ・デマルコ（Antonio DeMarco、1986年1月7日 - ）は、メキシコの男性プロボクサー。シナロア州ロスモチス出身。元WBC世界ライト級王者。メキシカンスタイルでは珍しいサウスポー。

## 来歴
2004年6月21日、メキシコでプロデビュー。
2009年2月7日、NABO北米ライト級王座決定戦でアルマズベック・ライムクロフ（ウズベキスタン）と対戦し、9回終了時棄権による勝利を収め王座を獲得した。
2009年10月31日、WBC世界ライト級暫定王座決定戦で、同級2位で元WBA世界ライト級王者のホセ・アルファロ（ニカラグア）と対戦し、10回TKO勝ちで暫定王座を獲得した。
2010年2月6日、メキシコ・モンテレイのモンテレーアリーナで行われたWBC世界ライト級王座統一戦で、正規王者エドウィン・バレロ（ベネズエラ）と対戦。9回終了時に棄権し王座から陥落した。バレロは2か月後の4月19日に自殺したため、生涯最後の対戦相手となった。
2011年2月26日、WBC世界ライト級シルバー王者で同級2位のレイジェス・サンチェス（メキシコ）と対戦し、3-0の判定勝ちでシルバー王座とWBC世界ライト級王座挑戦権を獲得した。
2011年10月15日、アメリカ・カリフォルニア州ロサンゼルスのステイプルズ・センターで行われたWBC世界ライト級王座決定戦で、世界2階級制覇王者で同級2位のホルヘ・リナレス（帝拳）と対戦。リナレスの鼻筋と右まぶたがカットし流血。11回、鮮血に染まった顔面に連打を浴びせレフェリーストップ。TKO勝ちで王座返り咲きを果たした。
2012年3月17日、地元ロスモチスで同級15位ミゲル・ローマン（メキシコ）と対戦し、5回KO勝ちで初防衛に成功した。
2012年9月8日、アメリカ・カリフォルニア州オークランドのオラクル・アリーナで同級15位ジョン・モリーナ・ジュニア（アメリカ）と対戦し、ライト級最短KO決着となる初回44秒TKO勝ちで2度目の防衛に成功した。左ストレートが当たった途端モリナは腰砕けになって一気に後退。最後はロープ際で滅多打ちにしてダウン寸前になった所をレフェリーが救出した。
2012年11月17日、アメリカ・ニュージャージー州アトランティックシティのボードウォーク・ホールで、同級4位で元WBO世界スーパーフェザー級王者エイドリアン・ブローナー（アメリカ）と対戦し、8回に左アッパーで初ダウンを奪われるとそのままセコンドが棄権を申請し8回1分49秒TKO負けで3度目の防衛に失敗し、王座から陥落した。
2014年11月22日、マカオにあるザ・ベネチアン・マカオ内コタイ・アリーナでマニー・パッキャオVSクリス・アルギエリの前座でWBA世界スーパーライト級王者ジェシー・バルガスと対戦するが、0-3（3者とも112-116）の判定負けを喫し2階級制覇達成とはならなかった。
2015年6月21日、アメリカ・ネバダ州ラスベガスのMGMグランド・ガーデン・アリーナでランセス・バルテレミーとノンタイトル10回戦で対戦し、4回にダウンを奪われ、9回にはバルテレミーがローブローで減点されるも、0-3の判定負けを喫し、引退を表明した。
2015年9月26日、引退を撤回してオマール・フィゲロアと対戦が決まっていたが、フィゲロアが練習中に肘を負傷して試合中止となった。
2015年12月12日、テキサス州サンアントニオのAT&Tセンターでオマール・フィゲロアとスーパーウェルター級契約のノンタイトル12回戦で対戦し、0-3の判定負けを喫した。

## 獲得タイトル
- NABO北米ライト級王座
- WBC世界ライト級シルバー王座
- WBC世界ライト級暫定王座（防衛0）
- WBC世界ライト級王座（防衛2）